# Geneva (informatique)
Pour les articles homonymes, voir Geneva.
Geneva est un système d'exploitation multitâche pour ordinateurs Atari ST et compatibles. Sa particularité, tout en restant compatible avec le TOS d'origine, est d'apporter un support multitâche ainsi que de nombreuses autres améliorations.
Afin d'exploiter ses fonctionnalités, Geneva préconise l'utilisation du bureau NeoDesk du même éditeur.

## Configuration requise
Geneva se contente d'un ordinateur Atari ST non modifié : processeur 68 000 à 8 MHz, lecteur de disquettes. Un disque dur n'est pas obligatoire mais recommandé. Le logiciel ne consomme qu'environ 200 ko de mémoire vive.

## Améliorations par rapport au TOS
Le système intégré aux ROMs des ordinateurs Atari étant figé, l'intérêt de Geneva est de permettre aux anciens modèles de bénéficier des dernières nouveautés apportées par les plus récents :
- Multitâche coopératif pour toutes les applications
- Aide hypertexte contextuelle
- Possibilité d'ouvrir un grand nombre de fenêtres simultanément
- Interface graphique avec un effet 3D pour les boutons
- Lancement des applications texte en mode fenêtré
- Pointeurs de souris personnalisés
- Gestionnaire de tâches
- Compatibilité du GEM avec celui du TOS et de MultiTOS (AES 4.x)
- Compatibilité avec le noyau MiNT pour une prise en charge du multitâche préemptif

## Disponibilité en tant que freeware
L'écosystème Atari étant devenu un marché de niche, la société Gribnif Software et ses produits commerciaux étant devenus introuvables, une pétition a été lancée si bien que Gribnif a modifié en 2018 la licence de Geneva et NeoDesk afin d'en faire des freewares téléchargeables gratuitement sur leur site.
Le 6 février 2024, l'auteur de Geneva, Dan Wilga, a publié le code source de ses programmes sur la plateforme GitHub.